# Antirhea sphaerocarpa
Antirhea sphaerocarpa är en måreväxtart som beskrevs av Shu Miaw Chaw. Antirhea sphaerocarpa ingår i släktet Antirhea och familjen måreväxter. Inga underarter finns listade i Catalogue of Life.